# Benjamín Moritán
Benjamín Moritán (Buenos Aires, 31 de marzo de 1850–Buenos Aires, 25 de noviembre de 1902) fue un militar argentino y gobernador del entonces Territorio Nacional de Misiones.

## Biografía
Benjamín Moritán había nacido el 31 de marzo de 1850 en la ciudad de Buenos Aires, capital de la provincia homónima que formaba parte de la entonces Confederación Argentina. 
Moritán participó de la Guerra de la Triple Alianza y en la famosa Conquista del Desierto, apoyando a los generales Julio Argentino Roca y Conrado Villegas. Ostentó el grado de coronel dentro del Ejército Argentino.
Fue gobernador del Territorio Nacional de Misiones entre los años 1891 y 1893.
El 9 de agosto de 1893, Moritán establece seis divisiones administrativas para la provincia: los departamentos de Capital, San Martín o Corpus, Piray, Iguazú, Monte Agudo y San Javier.